# Stictolampra stali
Stictolampra stali är en kackerlacksart som först beskrevs av Kirby, W. F. 1903.  Stictolampra stali ingår i släktet Stictolampra och familjen jättekackerlackor.
Artens utbredningsområde är Filippinerna. Inga underarter finns listade i Catalogue of Life.